# La resurrección de Lázaro (Rembrandt)
La resurrección de Lázaro es una pintura bajó la técnica de óleo sobre tabla del artista neerlandés Rembrandt de principios de su carrera; probablemente fue pintada entre 1630 y 1632. La obra representa el episodio bíblico de la resurrección de Lázaro según se narra en el Evangelio de Juan, capítulo 11. La obra se encuentra en la colección del Museo de Arte del Condado de Los Ángeles.

## Descripción
El cuadro muestra el momento en que Lázaro despierta de la muerte y se levanta de su tumba cuando Cristo le llama. Lázaro se encuentra en la mitad más oscura del cuadro, mientras que las figuras de la izquierda están mucho más iluminadas que él. María y los reunidos contemplan asombrados cómo Lázaro vuelve a la vida. El cuadro representa una parábola de la vida espiritual, el milagro del pecador empedernido que recibe la primera gracia (el dolor por los pecados cometidos para buscar la penitencia y la redención). Rembrandt utilizó el claroscuro (contrastes de luz y oscuridad) en esta pintura, con el interior oscuro de la cueva funeraria y la limitada luz de las antorchas centrando la atención del espectador y dando impacto a las figuras. Este es uno de los relativamente pocos temas religiosos del Nuevo Testamento que pintó Rembrandt, aunque hay muchos grabados de este tipo.

## Historia
Rembrandt pintó La resurrección de Lázaro al principio de su carrera, cuando aún estaba en Leiden, y no mucho después de su aprendizaje con Pieter Lastman, cuya influencia es evidente. Rembrandt realizó dos grabados sobre el mismo tema pero con composiciones diferentes, uno aproximadamente en 1632 y otro en 1642 (véase la galería más abajo). El grabado de 1632 muestra un punto de vista diferente, mientras que el de 1642 muestra diferentes figuras en la cueva. El grabado de 1642 también representa a Cristo más como un sanador que como el encantador de esta obra (la religiosa Wendy Beckett opina que Jesús es retratado en esta obra como un mago cansado más que como un salvador triunfante). El tema de este cuadro puede inspirarse en un grabado de Jan Lievens del mismo nombre, sin fecha. Lievens y Rembrandt eran amigos y probablemente trabajaron juntos. La composición del cuadro puede derivar de un dibujo de Rembrandt de la misma época que el Entierro de Cristo. Rembrandt imitaría más de cerca La resurrección de Lázaro con su cuadro de 1635/1639 La resurrección. La colocación de las figuras es similar y un estudio de los dibujos indica que este último se desarrolló a partir del primero.

## Procedencia
La Resurrección de Lázaro fue propiedad de Rembrandt durante la mayor parte de su vida; se vendió en su quiebra en 1656. Según el inventario, estuvo colgado en la antesala de Rembrandt. El cuadro pasó por varios propietarios en Europa hasta que lo compró Howard F. Ahmanson, Sr., en 1959 y lo donó al Museo de Arte del Condado de Los Ángeles.

## Galería
Rembrandt realizó dibujos y grabados sobre el mismo tema.

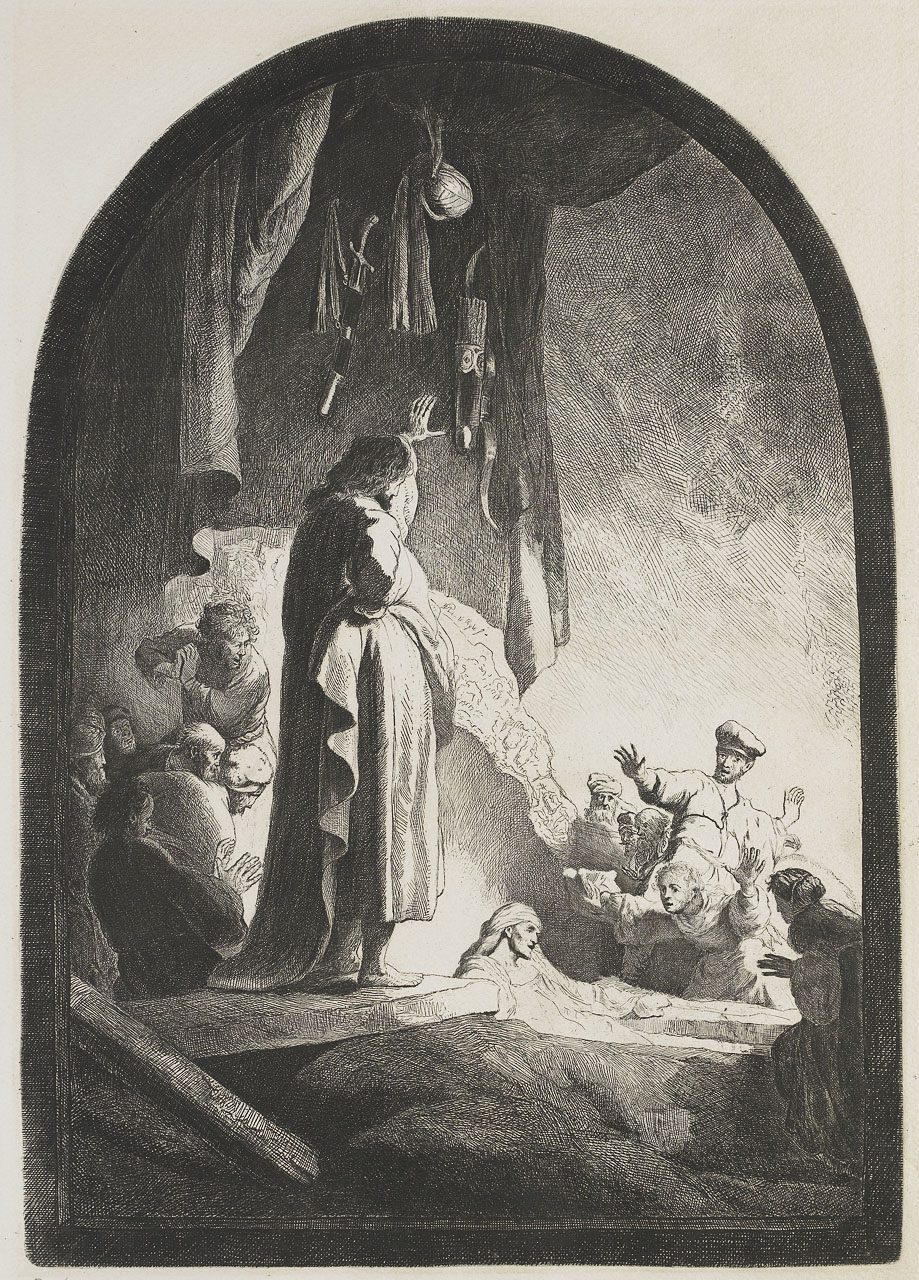
Grabado, c. 1632
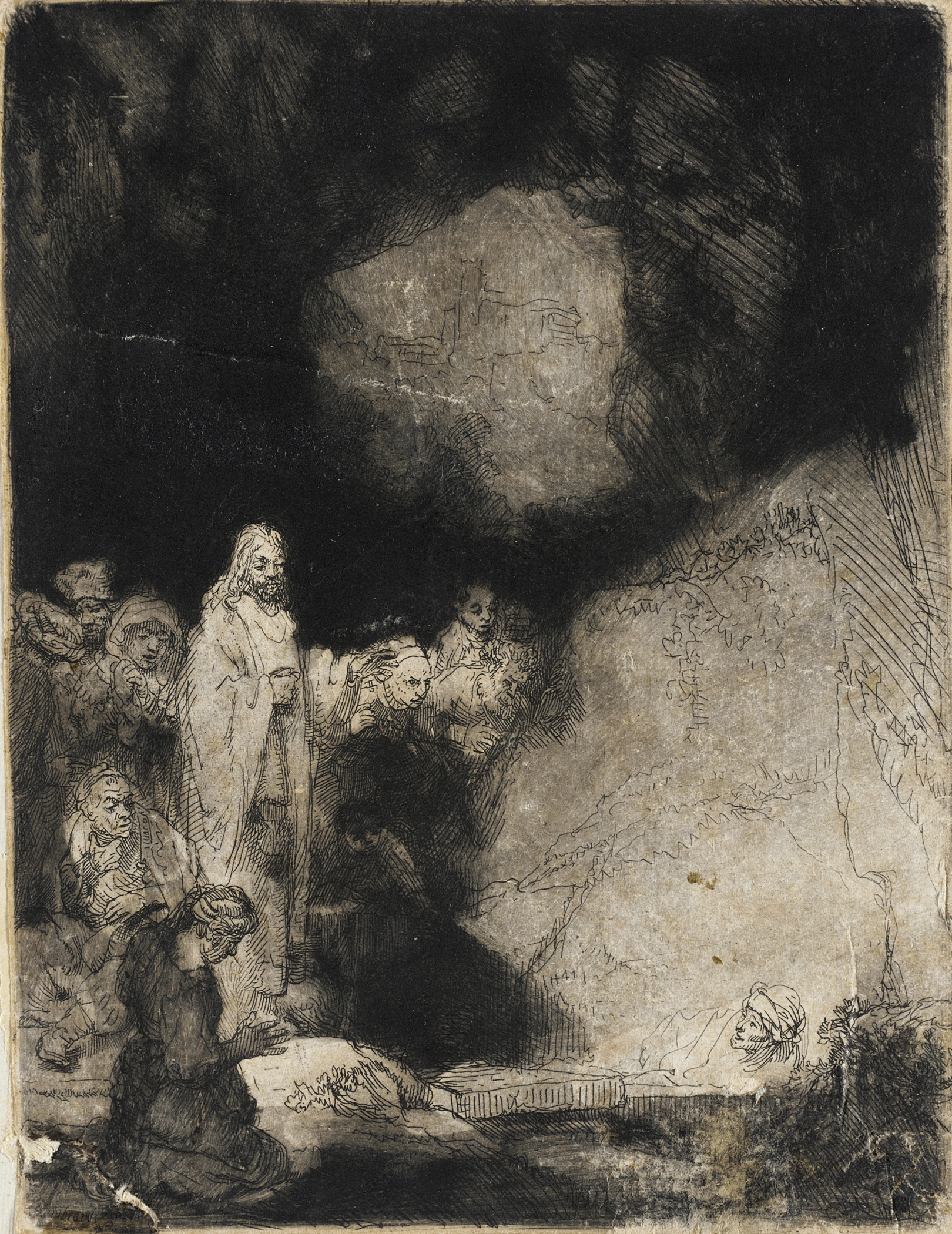
Grabado, 1642
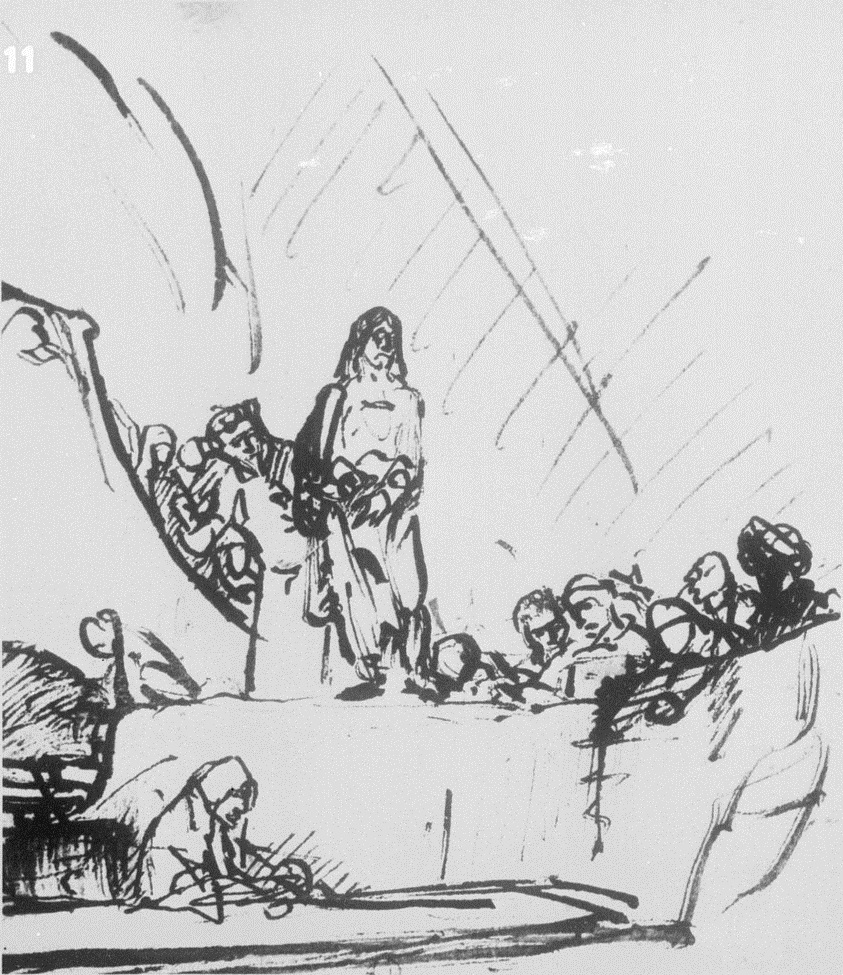
dibujo, 1642